# (8290) 1992 NP
(8290) 1992 NP là một tiểu hành tinh vành đai chính. Nó được phát hiện bởi Eleanor F. Helin và L. Lee ở Đài thiên văn Palomar ở Quận San Diego, California, ngày 2 tháng 7 năm 1992.